# Into the Blue (court-métrage)
Pour les articles homonymes, voir Into the Blue.
Pour plus de détails, voir Fiche technique et Distribution.
Into the Blue est un court-métrage croate réalisé par Antoneta Alamat Kusijanović, sorti en 2017.
Il est sélectionné à la Berlinale 2017 et remporte la mention spéciale du meilleur court-métrage.

## Synopsis
Julija, 13 ans, et sa mère fuient leur foyer violent pour trouver refuge sur une île croate idyllique où Julija a grandi. Marquée émotionnellement, Julija cherche désespérément à renouer avec sa meilleure amie, Ana. Mais Ana est amoureuse d'un garçon et Julija n'est plus une priorité. Le rejet croissant d'Ana ravive les blessures et l'histoire familiale de Julija, réveillant le monstre de violence qu'elle pensait avoir laissé derrière elle.

## Fiche technique
Sauf indication contraire, les informations mentionnées dans cette section peuvent être confirmées par la base de données cinématographiques IMDb,  présente dans la section « Liens externes ».
- Titre français : Into the Blue
- Réalisation : Antoneta Alamat Kusijanović
- Scénario : Antoneta Alamat Kusijanović et Christina Lazaridi
- Musique : Evgueni Galperine et Ivan Marinovic
- Costumes : Zjena Glamocanin
- Photographie : Marko Brdar
- Production : Karolina Berkell-Kirk, Zoran Dzerverdano, Vlaho Krile, Barbara Vekaric
- Pays de production :  Croatie,  Slovénie,  Suède
- Langues originales : croate
- Format : couleur — 2,35:1
- Genre : drame
- Durée : 22 minutes
- Dates de sortie :
  - 9 février 2017 (Berlinale)

## Distribution
- Gracija Filipović : Julija
- Natasa Dangubic : La mère de Julija
- Vanesa Vidakovic Natrlin : Ana
- Dominik Duzdevic : Pjero
- Andro Rezic : Grgur

## Distinctions

### Récompenses
- Berlinale 2017 : Mention spéciale du meilleur court-métrage[2]
- Festival du film de Sarajevo 2017 : Meilleur court-métrage
- CinEast 2017 : Prix du public du meilleur court-métrage de fiction pour Into the Blue
- Festival international du court métrage d'Oberhausen 2017 : Prix du concours des jeunes
- Short to the Point International Film Festival 2017 : Meilleur film et meilleur cinématographie
- Festival Premiers Plans d'Angers 2018 : Prix du Public du meilleur court-métrage européen

### Sélections
- Berlinale 2017 : en section Generation 14Plus
- Festival du film de Sarajevo 2017 : en compétition
- Festival international du film de Stockholm 2017 : en compétition
- Festival international du court métrage d'Oberhausen 2017 : en compétition
- Festival Premiers Plans d'Angers 2018 : en compétition